# Komunitní rada Brooklynu 8
Komunitní rada Brooklynu 8 (Brooklyn Community Board 8) je komunitní rada v Brooklynu v New Yorku.
Zahrnuje části Crown Heights, Prospect Heights a Bedford-Stuyvesant. Ohraničuje ji na západě Flatbush Avenue, na severu Atlantic Avenue, na východě Ralph Avenue a na jihu New York Avenue, Rochester Avenue a Eastern Parkway. Předsedou Robert Mattews a správcem Doris Alexander. Má rozlohu 1,6 km² a v roce 2000 zde žilo 96 076 obyvatel.